# Раз-Даруд
Раз-Даруд (перс. رزدرود) — село в Ірані, у дегестані Дейламан, у бахші Дейламан, шагрестані Сіяхкаль остану Ґілян. За даними перепису 2006 року, його населення становило 144 особи, що проживали у складі 35 сімей.